# Đội tuyển Davis Cup Bahrain
Đội tuyển Davis Cup Bahrain đại diện Bahrain ở giải đấu quần vợt Davis Cup và được quản lý bởi Liên đoàn quần vợt Bahrain.
Bahrain hiện tại thi đấu ở Nhóm IV khu vực châu Á/Thái Bình Dương. Đội có 2 lần thắng trận khai màn ở Nhóm II.

## Lịch sử
- Bahrain lần đầu tiên tham gia Davis Cup vào năm 1989.
- Đội đã thi đấu tổng cộng 23 năm trong Davis Cup

## Đội hình hiện tại
- Hasan Abdulredha
- Yusuf Qaed
- Elias Abdulredha
- Hamad Abdulaal[1]